# Yoshiyuki Matsuoka
Yoshiyuki Matsuoka (松岡 義之?, Matsuoka Yoshiyuki; 6 marzo 1957) è un ex judoka giapponese.

## Palmarès
Olimpiadi
- 1 medaglia:
  - 1 oro (65 kg a Los Angeles 1984)

Mondiali
- 2 medaglie:
  - 1 argento (65 kg a Mosca 1983)
  - 1 bronzo (65 kg a Seul 1985)